# 伊斯兰反恐军事联盟
伊斯蘭反恐軍事聯盟，成立於2015年12月15日，總部設於利雅得。

2015年12月15日沙烏地阿拉伯通訊社發布一份聯合聲明，沙烏地阿拉伯宣布將組建一個由沙烏地阿拉伯為首，旨在打擊恐怖主義的軍事聯盟，首批成員國由34個國家組成，聯合行動中心設在利雅得，以協調和支持軍事行動。

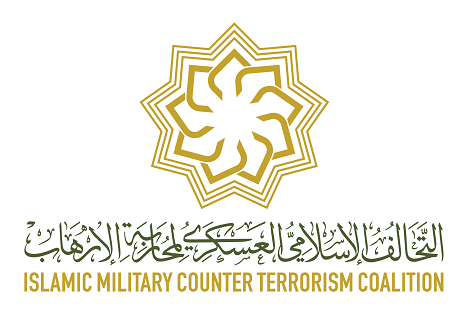
標志